# فرمان اجرایی ۱۲۱۷۰
فرمان اجرایی ۱۲۱۷۰ (انگلیسی: Executive Order 12170) از سوی جیمی کارتر رئیس‌جمهور ۱۴ نوامبر ۱۹۷۹/۲۳ آبان ۱۳۵۸ ده روز پس از شروع گروگان‌گیری در سفارت ایالات متحده آمریکا صادر شد. این فرمان اجرایی، تحت لایحه قدرت‌های اقتصادی اضطراری بین‌المللی خواهان بلوکه کردن تمام دارایی‌های دولت ایران درون ایالات متحده شد.
آزادی گروگان‌های آمریکایی و نیز رفع بلوکه شدن دارایی‌های ایران و تأسیس دیوان داوری دعاوی ایران و آمریکا از سوی هر دو طرف در جریان عهدنامه ۱۹۸۱ الجزایر مذاکره شد؛ پیمان‌های مرتبط در روز آخر دولت کارتر امضا شدند و مورد پذیرش دولت بعدی ریگان قرار گرفتند.
این فرمان به رئیس‌جمهور ایالات متحده این اختیار را می‌دهد که اموال و دارایی‌های ایران را توقیف کند و اساس بسیاری از تحریم‌های آمریکا را تشکیل می‌دهد. به گفته کاخ سفید برخی فرمان‌های اجرایی که پیرو این وضعیت اضطراری ملی اعلام شده‌است، همزمان با عملی شدن برجام، لغو شده‌است. با این وجود، اوباما این وضعیت اضطراری را تمدید نمود چرا که بر این باور بود که رابطه ایران و آمریکا هنوز به وضعیت عادی نرسیده‌است و فرایند عملی شدن توافق‌هایی که در تاریخ ۱۹ ژانویه ۱۹۸۱ برقرار شده‌است، هنور در حال پیگیری است.
همه رئیس‌جمهورهای پیشین آمریکا، این وضعیت را از زمان برقرار شدن آن هر ساله تمدید کرده‌اند.
دونالد ترامپ در هنگام مبارزه برای انتخابات ریاست جمهوری در اظهاراتی که در کنفرانس سیاستگذاری کمیته امور عمومی اسرائیل-آمریکا بیان کرد به این نکته اشاره کرد که در راستای فرمان اجرایی برقراری، وی اجرای برجام با ایران را نادیده خواهد گرفت و از دست آن خلاص خواهد شد.